# Edgar (Nebraska)
Edgar és una població dels Estats Units a l'estat de Nebraska. Segons el cens del 2000 tenia 539 habitants.

## Demografia
Segons el cens del 2000, Edgar tenia 539 habitants, 240 habitatges, i 150 famílies. La densitat de població era de 273,8 habitants per km².
Dels 240 habitatges en un 25,8% hi vivien nens de menys de 18 anys, en un 52,1% hi vivien parelles casades, en un 7,5% dones solteres, i en un 37,5% no eren unitats familiars. En el 34,2% dels habitatges hi vivien persones soles el 22,1% de les quals corresponia a persones de 65 anys o més que vivien soles. El nombre mitjà de persones vivint en cada habitatge era de 2,25 i el nombre mitjà de persones que vivien en cada família era de 2,87.
Per edats la població es repartia de la següent manera: un 24,1% tenia menys de 18 anys, un 5,2% entre 18 i 24, un 24,7% entre 25 i 44, un 22,3% de 45 a 60 i un 23,7% 65 anys o més.
L'edat mediana era de 42 anys. Per cada 100 dones de 18 o més anys hi havia 94,8 homes.
La renda mediana per habitatge era de 29.191 $ i la renda mediana per família de 39.286 $. Els homes tenien una renda mediana de 27.417 $ mentre que les dones 17.000 $. La renda per capita de la població era de 18.447 $. Aproximadament el 4,9% de les famílies i el 7,5% de la població estaven per davall del llindar de pobresa.

## Poblacions més properes
El següent diagrama mostra les poblacions més properes.